# 茨城県道344号真鍋停車場線

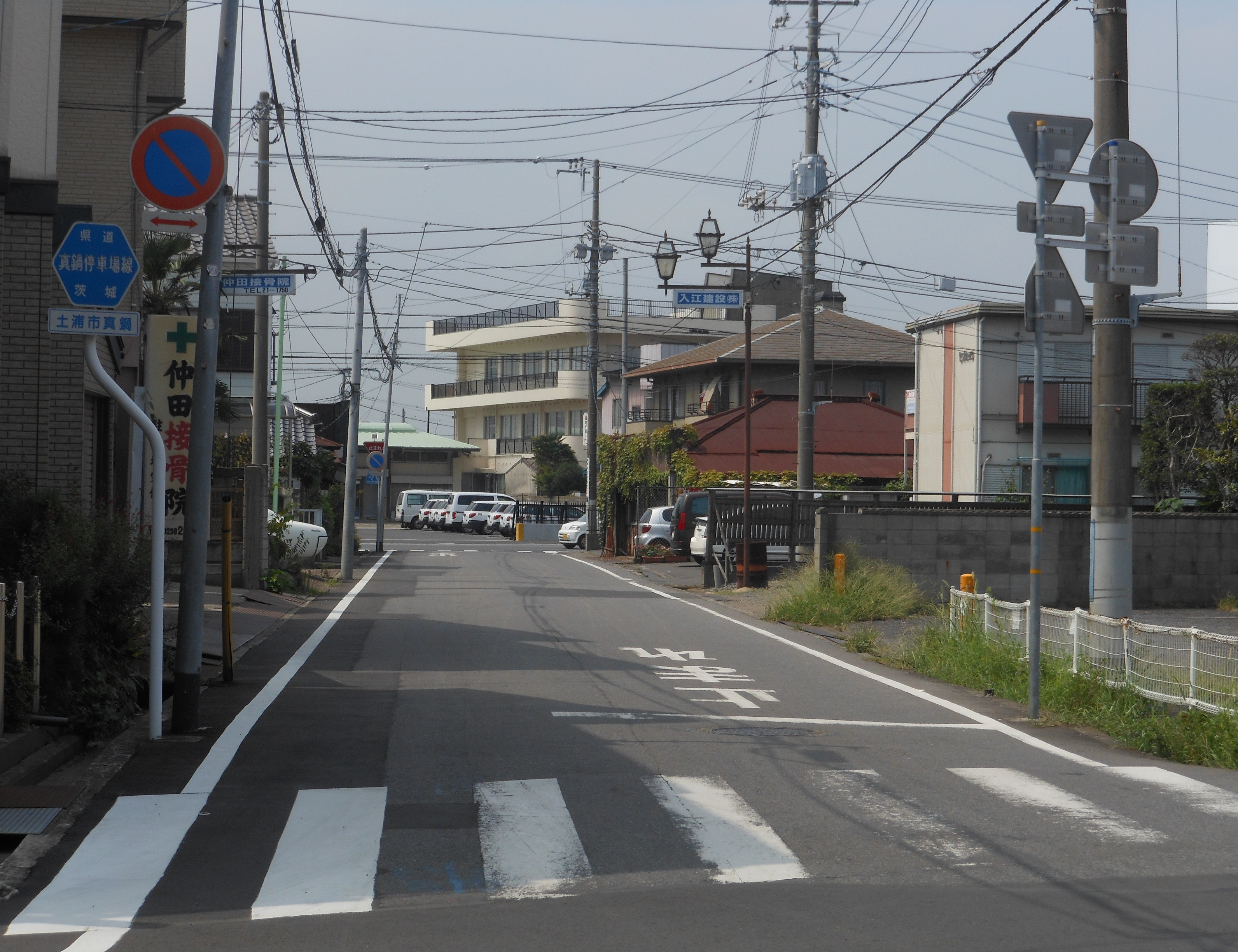
沿線風景（土浦市真鍋一丁目）

茨城県道344号真鍋停車場線（いばらきけんどう344ごう まなべていしゃじょうせん）は、茨城県土浦市内を通る一般県道である。

## 概要
土浦市真鍋1丁目の真鍋信号所跡から同真鍋1丁目の国道125号に接続する東西約270mの一般県道である。
元々は筑波鉄道筑波線真鍋駅への接続道路であったが、同駅が信号場への変更を経て1987年（昭和62年）4月に鉄道が廃止された後も路線名は変更されず、県道としても存続している。

### 路線データ
- 起点：土浦市真鍋1丁目 真鍋停車場（廃止）跡
- 終点：土浦市真鍋1丁目（国道125号交点）
- 総延長：267 m[1]
- 重用延長：なし[1]
- 未供用延長：なし[1]
- 実延長：267 m[1]
- 自動車交通不能区間延長[注釈 1]：なし[1]

## 歴史
1959年（昭和34年）10月14日、新たな県道として土浦市真鍋町の真鍋駅を起点とし、一級国道六号線（旧国道6号、現在は国道125号）交点を終点とする区間を本路線とする県道真鍋停車場線として茨城県が県道路線認定した。真鍋駅の信号場降格、廃駅後も県道として維持され、その後1995年（平成7年）に整理番号344となり現在に至る。

### 年表
- 1918年（大正7年）4月17日：真鍋駅が開業する。
- 1930年（昭和5年）2月11日：現在の路線の前身である真鍋停車場線が路線認定される[2]。
- 1959年（昭和34年）10月14日
  - 現在の路線が路線認定される（図面対象番号277）[3]。
  - 道路の区域は、土浦市真鍋町の真鍋停車場から土浦市真鍋町の一級国道六号線交点までと決定された[4]。
- 1981年（昭和56年）8月12日：真鍋駅が廃止され、真鍋信号所となる。
- 1987年（昭和62年）4月1日：筑波鉄道筑波線が廃止される。
- 1995年（平成7年）3月30日：整理番号が整理番号340から現在の番号（整理番号344）に変更される[5]。

## 路線状況
道路法の規定に基づき、以下の区間は緊急輸送道路として機能を維持するため、災害発生時の被害拡大防止を目的に道路用地内に新たに電柱を建てることが制限されている。
- 関東鉄道（株） - 土浦市真鍋二丁目（国道125号交差）[6]

## 地理

### 通過する自治体
- 茨城県土浦市

### 交差する道路
- 旧国道354号（土浦市真鍋）

### 沿線
- 関東鉄道本社